# Mohamed Khaldi
Mohamed Khaldi (en arabe : محمد خالدي) né le 5 mars 1975 à Annaba est un athlète algérien, spécialiste dans le 1 500 m.

## Biographie
Il a concouru dans les 1 500 mètres aux Jeux olympiques d'été de 2000 et aux Jeux olympiques d'été de 2004.
actuellement il occupe le poste de président du club sportive amateur du Mouloudia d'alger.

## Palmarès
| Date | Compétition                    | Lieu       | Résultat | Épreuve | Temps    |
| ---- | ------------------------------ | ---------- | -------- | ------- | -------- |
| 2000 | Championnats d'Afrique         | Alger      | 3e       | 1 500 m | 3:42.77  |
| 2000 | Jeux olympiques                | Sydney     | 29e      | 1 500 m | 3:41.16  |
| 2001 | Championnats du monde en salle | Lisbonne   | 9e       | 3 000 m | 7:52.76  |
| 2001 | Championnats du monde          | Paris      | 15e      | 1 500 m | 3:40.38  |
| 2001 | Jeux méditerranéens            | Radès      | 2e       | 1 500 m | 3:47.55  |
| 2001 | Jeux méditerranéens            | Radès      | 1er      | 5 000 m | 14:06.30 |
| 2002 | Championnats d'Afrique         | Radès      | 7e       | 1 500 m | 3:43.46  |
| 2002 | Championnats d'Afrique         | Radès      | 9e       | 5 000 m | 13:52.33 |
| 2003 | Championnats du monde en salle | Birmingham | 11e      | 3 000 m | 7:56.05  |
| 2004 | Jeux olympiques                | Athènes    | 29e      | 1 500 m | 3:42.47  |

### Records personnel
- 1 500 m - 3:33.03 (2001)
- 3 000 m - 7:38.78 (2001)
- 5 000 m - 13:17.71 (2002)
- 3 000 m steeple-chase - 8:46.11 (2004)